# Marktredwitz
Marktredwitz (pronunciación en alemán: /maʁktˈʁɛtvɪt͡s/ⓘ) es un poblado alemán ubicado en el distrito de Wunsiedel, en Baviera, Alemania, cerca de la frontera con República Checa y del poblado de Cheb, de esta misma. A finales de 2012, el poblado tenía un número de 17,147 habitantes.

## Geografía
La ciudad se encuentra en un valle entre el bosque de Steinwald y el macizo de Kösseine, a unos 15 kilómetros de la frontera entre Alemania y la República Checa.

## Ciudades hermanas
- La Mure, Francia
- Vils, Austria
- Castelfranco Emilia, Italia
- Roermond, Países Bajos

## Referencias

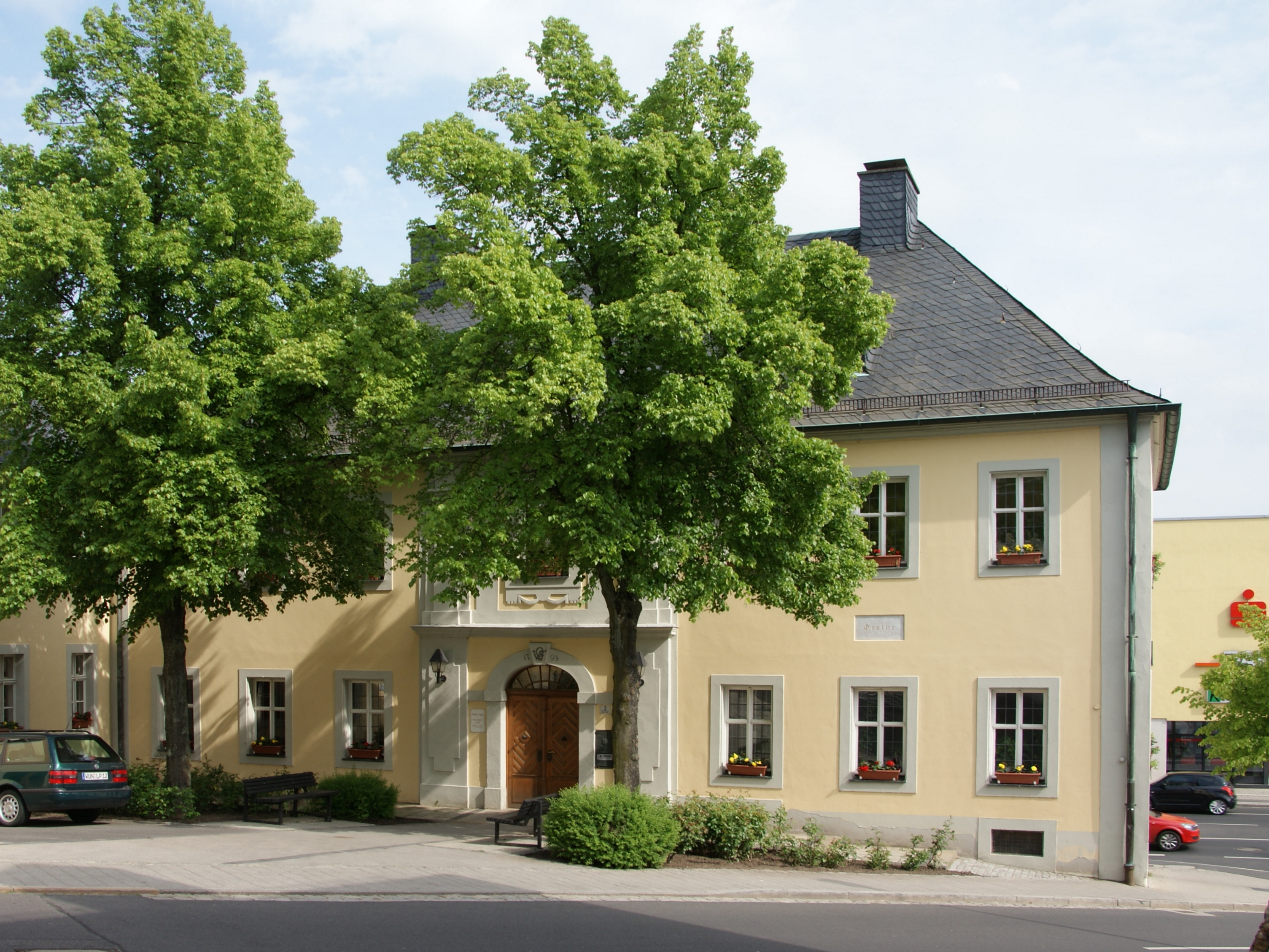
Ayuntamiento de Marktredwitz